# Marek Migalski
Marek Henryk Migalski (Racibórz, 1969. január 14. –) lengyel politikus. A Polska jest Najważniejsza tagjaként került be 2009-ben az Európai Parlamentbe, de a Jog és Igazságosság színeiben került be. Utóbbi párthoz sosem csatlakozott, és miután nyíltam kritizálta a pártelnök Jarosław Kaczyńskit, a képviselőcsoportból is eltávolították.